# Rindengrundviadukt
Der Rindengrundviadukt ist eine Eisenbahnbrücke der Odenwaldbahn auf den Gemarkungen von Unter-Sensbach und Ober-Sensbach, Ortsteile der Stadt Oberzent im Odenwaldkreis im südlichen Odenwald.

## Lage
Der Rindengrundviadukt liegt zwischen dem Haltepunkt Hesseneck Kailbach und dem Bahnhof Eberbach, wenige Meter vor der Landesgrenze zwischen Hessen und Baden-Württemberg auf hessischer Seite, gegenüber von Friedrichsdorf, Ortsteil von Eberbach.
Die Brücke überspannt den Rindengrund, ein rechtes nördliches Seitental der Itter, in dem die Gemarkungsgrenze zwischen Unter-Sensbach und Ober-Sensbach verläuft. Die Nordrampe des Viadukts hingegen gehört zur Gemarkung Kailbach.

## Architektur und Geschichte
Der ca. 60 m lange Rindengrundviadukt besteht aus Bruchsteinmauerwerk, das mit Buntsandsteinquadern verblendet wurde.
Die Bogenbrücke wurde in den Jahren 1880–1882 errichtet und ist in seiner Bauweise eine verkleinerte Kopie des Himbächel-Viaduktes an der gleichen Strecke. 
Am 27. Mai 1882 wurde das Bauwerk zusammen mit der Eröffnung des Streckenabschnittes Kailbach–Eberbach dem Verkehr übergeben.

## Denkmalschutz
Die Eisenbahnbrücke ist ein Kulturdenkmal aufgrund des Hessischen Denkmalschutzgesetzes.
Der Viadukt ist ein gutes Beispiel der Ingenieurbaukunst in den 1880er Jahren.